# Jef Rens
Pour les articles homonymes, voir Rens.

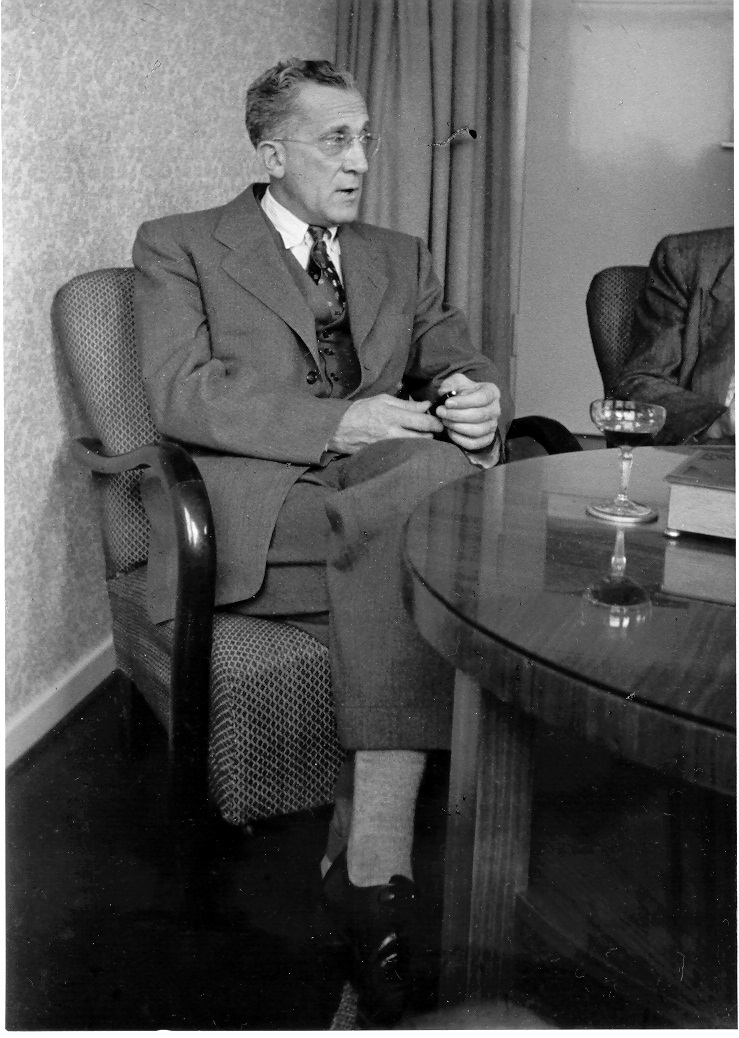
Jef Rens au travail (c. 1950)

Joseph (Jef) Laurent Rens (Boom, 1er août 1905 - Ixelles, 26 septembre 1985) était un syndicaliste belge, fonctionnaire international et une personnalité belge active dans le domaine de l'organisation et la législation du travail ainsi que l'aide au développement international,,,.

## Biographie
Fils de l'artiste post-impressionniste Leman Rens et de l'ouvrière belge Emma Masolijn, Jef Rens a fait ses études secondaires et universitaires tout en travaillant comme docker, métallurgiste et apprenti diamantaire. 
En 1927, il s'inscrit à l'ULB et devient actif auprès des étudiants socialistes, dont il préside l'organisation internationale. En 1929 et 1930, il obtient une licence en sciences économiques et une autre en sciences sociales. En 1930, il était reporter sur la situation économique du secteur du diamant, au Congrès scientifique néerlandais-flamand. En 1931-1932, grâce à une bourse de la Alexander von Humboldt Stiftung, il a pu étudier à la Goethe Universität de Francfort-sur-le-Main, où il a suivi les cours d'Henri de Man. 
En 1932, Jef Rens est devenu rédacteur en chef du service de nouvelles de l'Institut national de radiodiffusion (INR). Au même moment, il entre au secrétariat de la Commission syndicale belge (aujourd'hui Fédération générale du travail de Belgique). À ce titre, il négocie avec le patronat durant les grandes grèves de 1936. La classe ouvrière obtient la semaine de 40 heures et, malgré l'opposition catégorique du gouvernement dirigé par le Premier ministre catholique Paul van Zeeland, une semaine de congés payés.  
En 1935, Rens soutient à l'ULB une thèse de doctorat en sciences sociales sur les fondements sociaux du national-socialisme. Il enseigne la psychologie sociale à l'École supérieure ouvrière de Bruxelles (1935-1937). 
En 1937, il devient chef de cabinet adjoint du Premier ministre Paul-Émile Janson. En 1938, il est élu secrétaire général adjoint de la Confédération Générale du Travail de Belgique (CGTB) qui a pris la succession de la Commission syndicale belge et devient chef de cabinet du Premier ministre Paul-Henri Spaak et secrétaire du conseil de gouvernement. 
En juin 1940, Jef Rens se réfugie à Die (France) dans la famille de sa femme, se rend brièvement à Vichy où il acquiert la conviction que le gouvernement du maréchal Pétain, loin de résister aux Allemands, collabore avec ceux-ci. En janvier 1941, il rejoint le gouvernement belge à Londres. Il fut immédiatement nommé conseiller du gouvernement et chargé de faire un rapport sur la manière de préparer l'organisation de la Belgique après la guerre. Son concept a été approuvé par le gouvernement en exil et il a été nommé Secrétaire général et rapporteur de la Commission pour l'étude des problèmes de l'après-guerre, créée en février 1942, présidée par l'ancien Premier ministre Paul van Zeeland, dont étaient membres Louis de Brouckère, Raoul Richard, Gustave Joassart et Julius Hoste. La Commission était composée de divers sous-comités dédiés à la politique internationale, aux questions culturelles, à l'économie, aux affaires sociales et à la reconstruction. Il en est résulté plus de 220 rapports avec de nombreuses propositions. Le travail de la Commission a servi de base à de nombreuses lois et décisions entrées en vigueur après la libération du pays. Cela comprend les dispositions relatives à la stabilisation de la monnaie, l'épuration et la répression, l'approvisionnement et le rationnement, le contrôle des prix, l'indemnisation des dommages de guerre, etc. Jef Rens fut le pivot et le stimulateur de ce travail considérable qui a été achevé à la fin de 1943. 
Rens s'est rendu aux États-Unis en 1942 en tant que représentant des organisations de travailleurs belges à la Conférence internationale du Travail à New York. En 1944, il a de nouveau représenté les organisations de travailleurs belges à la Conférence internationale du Travail à Philadelphie et a été nommé sous-directeur de l'Organisation internationale du Travail (OIT), basée à Montréal pour la durée de la guerre. Après la Libération, il ne rentre pas en Belgique, mais continue son action au sein de l'OIT qui regagne en 1948 son siège d'avant-guerre à Genève. En 1951, il est nommé directeur général adjoint du Bureau international du Travail (BIT) qui  est le secrétariat permanent de l’OIT. 

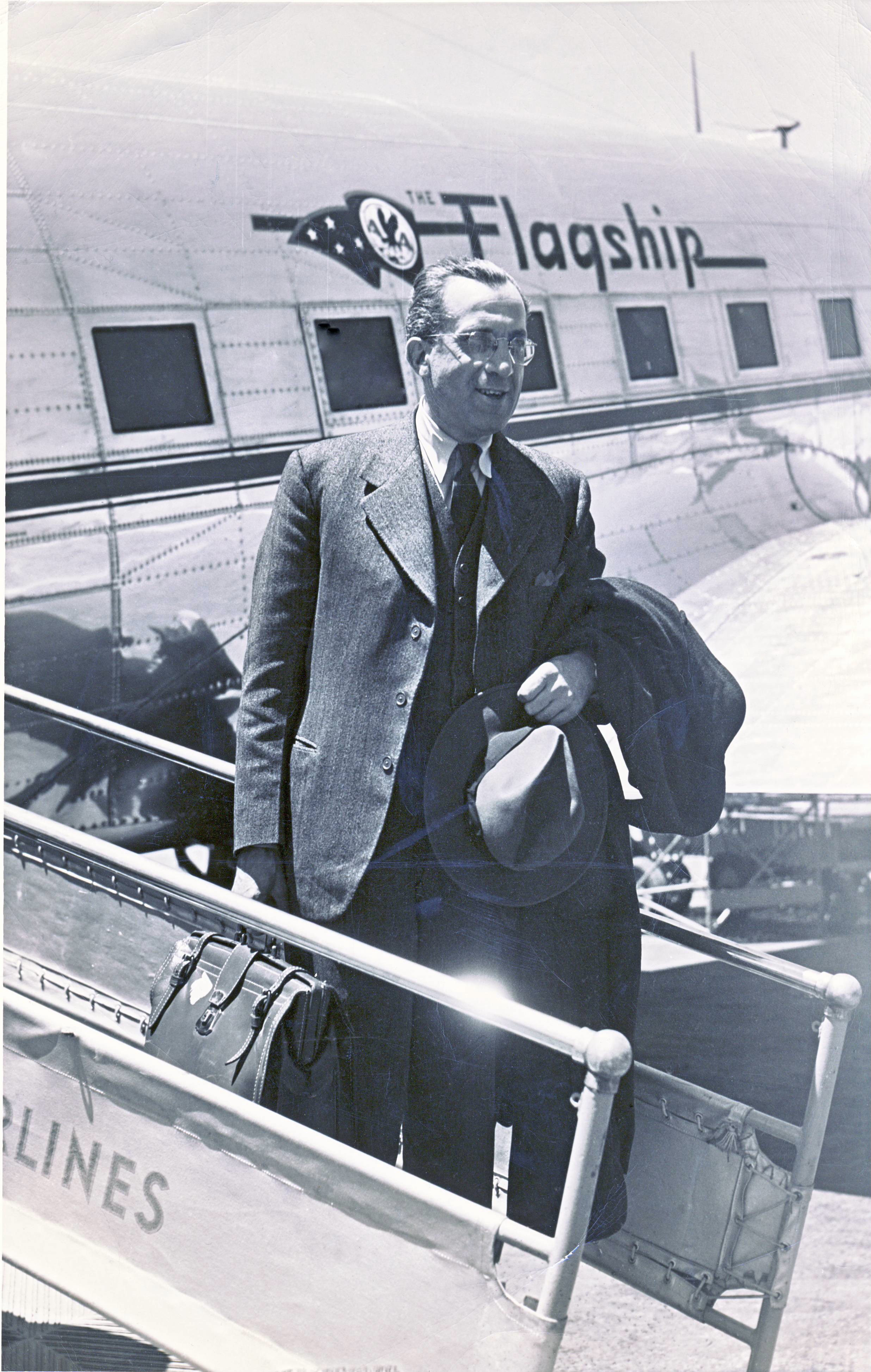
Arrivée de Jef Rens à Mexico, 1946

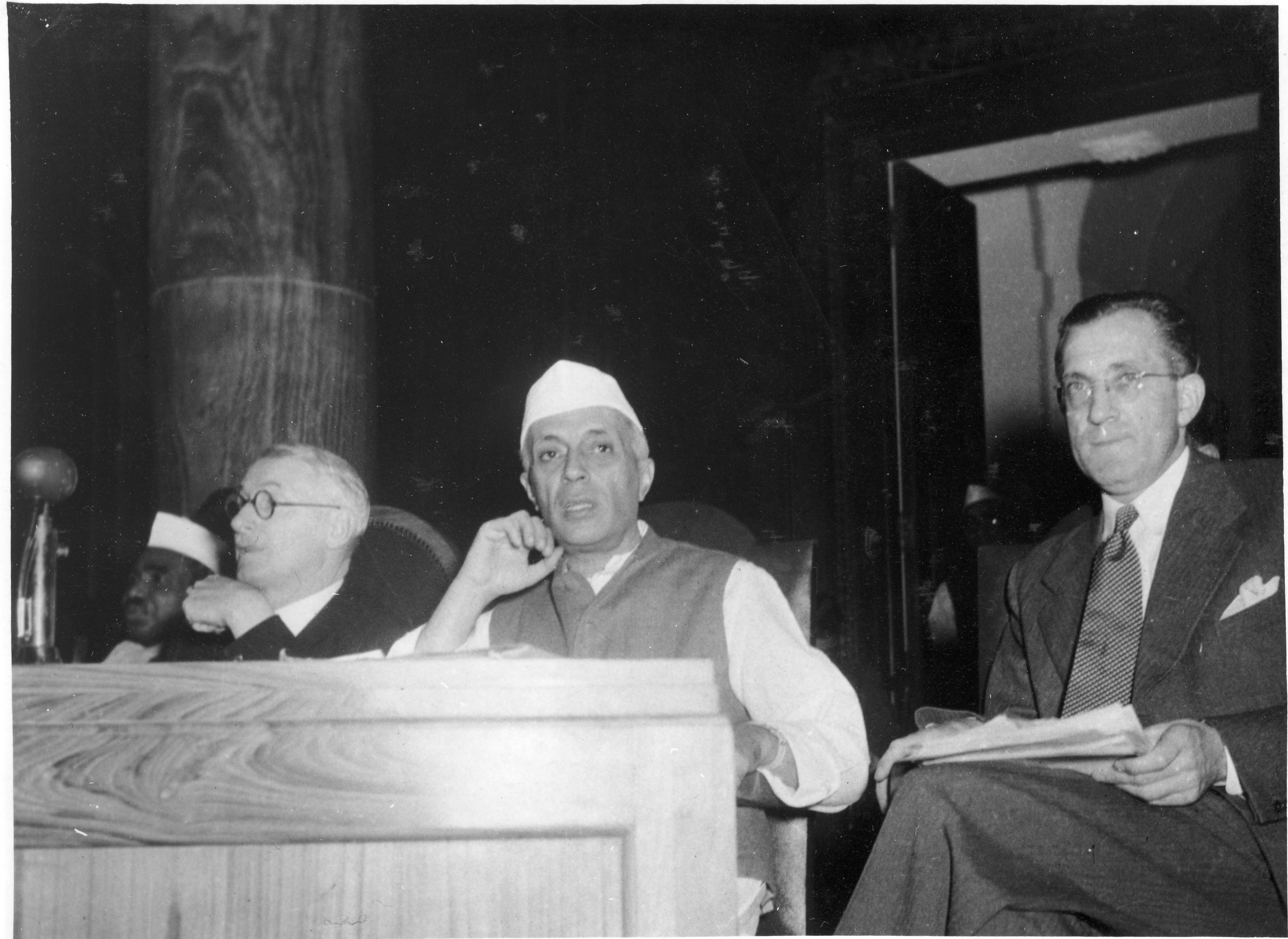
Jawaharlal Nehru et Jef Rens, 1947

Le BIT traverse alors une grave crise en raison de la guerre froide: les travaux en faveur de la justice sociale, des droits de l'homme et des droits au travail fonctionnent au ralenti. Rens oriente alors les activités du BIT en faveur de l'aide au développement international: Inde et Pakistan, Égypte et finalement l'Amérique latine, deviennent son terrain d'opération privilégié. Cet effort culmine en 1953 avec le lancement du Programme andin par cinq agences internationales (Nations Unies, Organisation mondiale de la Santé, Organisation internationale du travail, Programme alimentaire mondial et Unesco) principalement au Pérou, en Bolivie et en Équateur,. De même que l'enjeu des grèves de 36 ne se limitait pas, dans l'esprit de Jef Rens, à la semaine de 40 heures et aux congés payés, le Programme andin ne se limite pas à l'application de la réforme agraire. Dans un cas comme dans l'autre le mot clef est « intégration ». En 36, il fallait intégrer la classe ouvrière dans la communauté nationale. Dans les années 50 et 60, il faut transformer les Indiens  en citoyens boliviens,  péruviens ou équatoriens. 
En 1963, il a été nommé docteur honoris causa de l'Université de San Andrés à La Paz (Bolivie), en reconnaissance de son soutien aux Indiens des Andes.
En 1965, Rens quitte l'OIT et devient président du Conseil national pour la politique scientifique en Belgique (1965-1968). En 1966, il est également devenu président du Conseil national du travail (1966-1980) et en 1968, il est devenu président du Conseil de la coopération au développement (1968-1978). 
En 1972, Rens a été nommé président du Conseil du personnel scientifique de la Katholieke Universiteit Leuven et président du Centre national de coopération au développement à Bruxelles. Après sa retraite en 1980, il est toujours actif dans divers programmes de développement pour l'Amérique latine. Il écrit alors deux livres, Ontmoetingen (traduit en français sous le titre Rencontres avec le siècle) et Le Programme andin qui retracent les points saillants de sa carrière.

## Vie personnelle
En 1932, Jef Rens épouse à Oran (Algérie) l'institutrice française Marguerite-Laure Pellabeuf (1910-1982). Quatre enfants sont issus de cette union qui ont suivi des itinéraires variés : Ivo est devenu professeur à l'Université de Genève, Alain est devenu ambassadeur de Belgique, Jean Guy a poursuivi une carrière de chercheur dans le domaine des technologies de l’information au Canada et Martine est une spécialiste de l'écrivain péruvien José Maria Arguedas,. 
Les archives Rens sont conservées aux Archives nationales à Bruxelles et au Centre d'études et de documentation sur la guerre et la société contemporaine (CEGESOMA). 

## Principales publications
- Les fondements sociaux du nazisme: Analyse sociologique de la naissance et du développement du mouvement hitlérien, thèse de doctorat, ULB, 1935[11].
- Un nouveau départ: La grève de juin 1936, Commission syndicale de Belgique, Bruxelles, 1936 (avec Joseph Bondas).
- Fascisme et corporatisme, Commission syndicale de Belgique, Bruxelles, 1936.
- Le fascisme en Flandre, Commission syndicale de Belgique, Bruxelles, 1936[12]
- Plans de la Belgique pour l'après-guerre, dans: Oxford Mail, 6 octobre 1943.
- Les relations industrielles dans l'État moderne, Relations industrielles, vol. 1, No 7, Université Laval, 1946.
- Vie et travail dans une mine de charbon, Revue internationale du travail, BIT, Genève, 1955.
- Le programme andin, Revue internationale du travail, BIT, Genève, 1961.
- Le programme des Indiens des Andes: l'intégration des populations aborigènes dans les plans nationaux de développement économique, Revue Tiers-Monde, Paris, 1965[13].
- Ontmoetingen 1930-1942, De Nederlandsche Boekhandel, Anvers 1984.
- Rencontres avec le siècle: une vie au service de la justice sociale, éditions Duculot, Gembloux, 1987.
- Le Program andin : Contribution de l'OIT à un projet pilote de collaboration technique multilatérale, éditions Émile Bruylant, Bruxelles, 1987.